# Гасанова, Судаба Джамшид кызы
Судаба Джамшид кызы Гасанова (азерб. Südabə Cəmşid qızı Həsənova, род. 5 февраля 1947, Енгиджа, Нахичеванская АССР) ― азербайджанская судья. Первая женщина ― председатель Верховного суда Азербайджана (2000―2005). Министр юстиции Азербайджана (1998―2000). Судья Конституционного суда Азербайджана (2005―2021).

## Биография
Родилась 5 февраля 1947 года в селе Енгиджа Норашенского (ныне Шарурского) района Нахичеванской АССР. В 1971 году окончила юридический факультет Азербайджанского государственного университета.

## Карьера
С 1971 по 1973 год работала консультантом в Управлении судебных органов Министерства юстиции Азербайджанской ССР. С 1973 года работала судьёй районного суда города Баку.
В 1979 году была избрана членом Бакинского городского суда и его председателем. 27 марта 1980 года избрана членом Верховного суда Азербайджана. 
В ноябре 1980 года назначена на должность инструктора в административном отделе ЦК Коммунистической партии Азербайджана и проработала там до 1987 года.
С апреля 1987 года по 10 января 1998 года ― первый заместитель министра юстиции Азербайджана.
С 10 января 1998 года по 18 апреля 2000 года ― министр юстиции Азербайджана.
30 декабря 1998 года присвоено звание государственного советника юстиции 2 класса.
С декабря 1998 года также являлась Председателем Судебно-правового совета при Президенте Азербайджанской Республики. Была членом государственных комиссий по правовой реформе, помилованию, образованию, здравоохранению, борьбе с коррупцией и других, которые разрабатывали проект Конституции Азербайджанской Республики.
C 18 апреля 2000 года по 19 апреля 2005 года ― председатель Верховного суда Азербайджана.
С 19 апреля 2005 года по 23 декабря 2005  года ― судья Верховного Суда Азербайджана.
23 декабря 2005 года назначена судьёй Конституционного суда, прекратив занимать должность судьи Верховного суда. Оставалась в данной должности до 2021 года.

## Награды
- Орден «Слава» (Азербайджан) (5 февраля 2007 года, За продуктивную деятельность в органах юстиции и судебных органах)[14][15].

- Заслуженный юрист Азербайджана (3 февраля 2017 года)[16].